# Fort Mcpherson Airport
Fort Mcpherson Airport (engelska: Fort McPherson Airport) är en flygplats i Kanada. Den ligger i den nordvästra delen av landet, 4 100 km nordväst om huvudstaden Ottawa. Fort Mcpherson Airport ligger 35 meter över havet.
Terrängen runt Fort Mcpherson Airport är platt. Trakten runt Fort Mcpherson Airport är nära nog obefolkad, med mindre än två invånare per kvadratkilometer.. Närmaste större samhälle är Fort McPherson, 3,6 km norr om Fort Mcpherson Airport.
Omgivningarna runt Fort Mcpherson Airport är i huvudsak ett öppet busklandskap.